# I'm the Slime
I'm the Slime è un brano musicale del compositore statunitense Frank Zappa incluso nell'album Over-Nite Sensation del 1973, e pubblicato come singolo (B-side Montana) nel medesimo anno.

## Il brano
Si tratta di uno dei brani più conosciuti ed orecchiabili fra quelli composti da Frank Zappa. Versioni live differenti della canzone sono rintracciabili negli album dal vivo Zappa in New York (versione CD) e You Can't Do That on Stage Anymore, Vol. 1. La traccia venne eseguita da Zappa in concerto nel periodo dal 1973 al 1977 e nuovamente nel 1984.

### Testo e significato
Il brano, il cui titolo in italiano è traducibile come "Io sono la melma (lo schifo)", è costituito in due sezioni; la prima parte è una sequela di insulti sotto forma di domande retoriche quali "cosa sono io?" 
(I am the Slime, Frank Zappa.)
La seconda parte tratta delle risposte negative alle domande retoriche poste nella prima parte, citando come "origine di tutti i mali" la televisione per la sua capacità manipolatrice e corrutrice.

### Ike & Tina Turner
Zappa scritturò Tina Turner e le Ikettes per cantare nei cori delle varie canzoni di Over-Nite Sensation, inclusa I'm the Slime. Ike Turner raccontò a posteriori che accettò di mala voglia in quanto Zappa pagò le Ikettes soltanto 25 dollari a canzone. Inoltre, dopo aver ascoltato una delle registrazioni in studio, Ike, esclamò: «What is this shit?» ("Cos'è 'sta merda?") e successivamente insistette affinché il nome di Tina e delle Ikettes non venisse inserito nei crediti del disco.

### Esecuzione al Saturday Night Live
Zappa eseguì I'm the Slime, come anche Purple Lagoon e Peaches en Regalia, nel corso della prima delle sue due apparizioni nella trasmissione televisiva Saturday Night Live. Il conduttore televisivo della NBC, Don Pardo, venne utilizzato per la sua caratteristica dizione nel secondo movimento (o sezione B) di I'm the Slime. Zappa descrisse la performance di Pardo, come il "punto più alto di tutta la carriera del presentatore". Pardo si esibì anche al Palladium di New York City nel dicembre 1976 sia in I'm the Slime, che in parti di Punky's Whips e The Illinois Enema Bandit, incluse nell'album Zappa in New York.

## Tracce singolo
Versione 7"
1. I'm the Slime - 3:08
2. Montana - 4:39[6]

## Ristampa 40º anniversario
Il singolo fu ristampato in occasione del quarantesimo anniversario della prima pubblicazione, in occasione del World Record Day 2013. Venne pubblicato in vinile verde trasparente, in edizione limitata di 3000 copie.

## Cover
Una reinterpretazione della canzone è stata incisa da Arjen Anthony Lucassen e suo fratello Gjalt per l'album del 2012 intitolato Lost in the New Real. Lucassen sostituì le parole "TV set" con "Internet" per attualizzare il brano.